# Větrov (Solenice)
Větrov je malá vesnice, část obce Solenice v okrese Příbram ve Středočeském kraji. Nachází se asi jeden kilometr severozápadně od Solenic. Je zde evidováno 26 adres. V roce 2011 zde trvale žilo 24 obyvatel.
Větrov leží v katastrálním území Větrov u Solenic o rozloze 2,96 km². V katastrálním území Větrov u Solenic leží i Dolní Líšnice.

## Historie
První písemná zmínka o vesnici pochází z roku 1603.

## Obyvatelstvo
| Rok            | 1869 | 1880 | 1890 | 1900 | 1910 | 1921 | 1930 | 1950 | 1961 | 1970 | 1980 | 1991 | 2001 | 2011 | 2021 |
| -------------- | ---- | ---- | ---- | ---- | ---- | ---- | ---- | ---- | ---- | ---- | ---- | ---- | ---- | ---- | ---- |
| Počet obyvatel | 143  | 136  | 145  | 146  | 132  | 114  | 115  | 58   | 59   | 43   | 25   | 20   | 16   | 24   | 19   |
| Počet domů     | 20   | 20   | 23   | 23   | 23   | 23   | 22   | 22   | 22   | 15   | 10   | 17   | 19   | 21   | 21   |

## Obecní správa
Při sčítání lidu v letech 1850–1909 Větrov byl osadou obce Nepřejov v okrese Příbram. V letech 1910–1960 byl samostatnou obcí v okrese Příbram. Od 12. června 1960 je částí obce Solenice v okrese Příbram. V letech 1910–1960 k obci patřila Dolní Líšnice.